# Nebrodi
I monti Nebrodi (Munti Nebbrudi o Munti in siciliano, pronunciato /mʊn.tɪˈnɛb.bɾʊ.dɪ/), o Caronie, sono una catena montuosa della Sicilia settentrionale, nel territorio della città metropolitana di Messina, che, assieme alle Madonie a ovest e ai Peloritani a est, costituiscono parte dell'Appennino siculo.

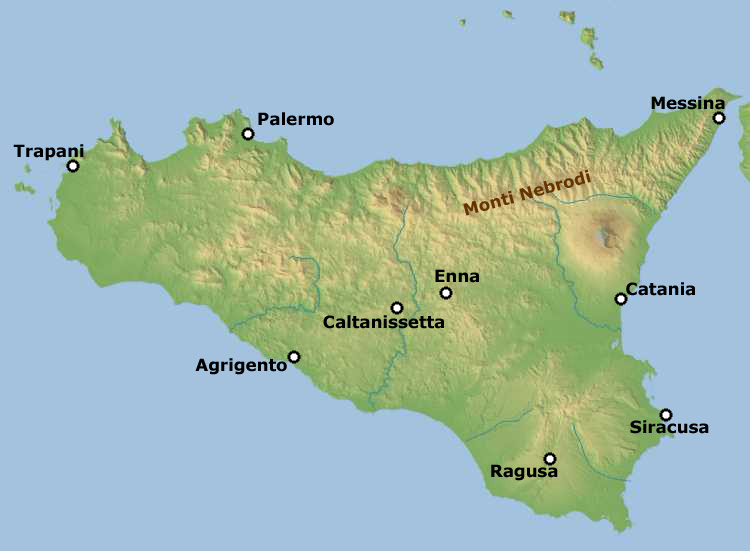
Posizione dei Monti Nebrodi in Sicilia

## Geografia
Essi si affacciano, a nord, direttamente sul Mar Tirreno, con versanti piuttosto ripidi; il loro limite meridionale è costituito dall'Etna, dal quale sono separati dal fiume Alcantara e dall'alto corso del Simeto. 

### Orografia

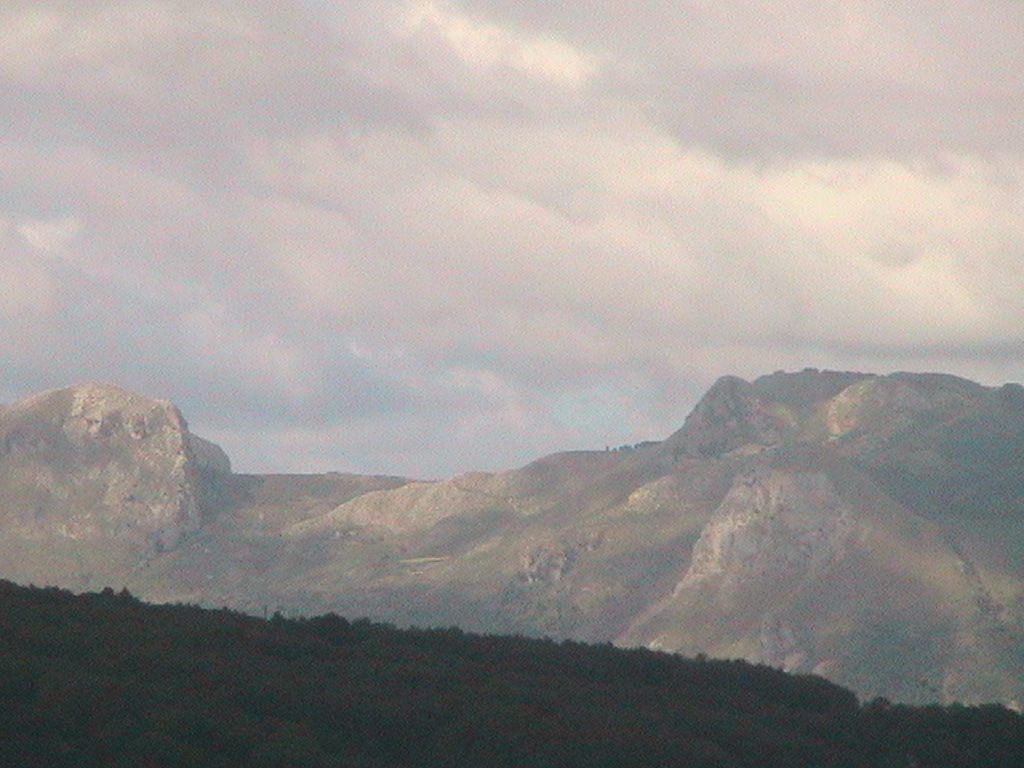
Le Rocche del Crasto viste da Ficarra.

L'orografia mostra una relativa dolcezza dei rilievi, costituiti da estesi banchi di rocce argillose, calcaree ed arenarie: le cime più alte non raggiungono i 2.000 m, Monte Soro è la massima con 1.847 m tra Cesarò, Alcara li Fusi  e San Fratello. Sul versante Nord si aprono numerose vallate solcate da fiumare che sfociano nel Mar Tirreno. 
Ove predominano i calcari, il paesaggio assume aspetti dolomitici, con profili irregolari e forme aspre e fessurate. È questo il caso del Monte San Fratello e, soprattutto, delle Rocche del Crasto (1.315 m) dove si trova la Grotta del Lauro ricca di stalattiti e stalagmiti.

#### Cime più elevate
- Monte Soro (1.847 m)
- Serra del Re (1.754 m)
- Pizzo Fau (1.686 m)
- Serra Pignataro (1.661 m)
- Pizzo della Rovula (1.624 m)
- Pizzo degli Angeli (1.623 m)
- Monte Colla (1.611)
- Monte Trearie (1.609 m)
- Pizzo Bidi (1.593 m)
- Poggio Tornitore (1.571 m)
- Monte Pelato (1.567 m)
- Monte Castelli (1.566 m)
- Monte Sambughetti (1.558 m)
- Monte Pomiere  (1.544 m)
- Punta dell'Inferno (1.480 m)
- Monte Trippaturi (1.456 m)
- Monte del Moro (1.433 m)
- Monte dell'Orso (1.430 m)
- Serra di Baratta (1.395 m)
- Rocche del Crasto (1.315 m)
- Colma del Castellazzo (1.313 m)
- Polverello (1.301 m)
- Monte Cuculo (1.301 m)
- Altopiano dell'Argimusco  (1.239 m)
- Monte Rhosso dell'Argimusco (1.220 m)
- Monte Trefinaidi (1.166 m)
- Monte Tre Fontane (1.140 m)
- Monte San Pietro (1.089 m)
- Monte Meliuso (828 m)
- Monte San Fratello (816 m)

### Clima
Il clima dei Nebrodi è abbastanza differente dal tipico clima siciliano, soprattutto nella stagione invernale. Gli inverni, sopra i 700 mt, sono rigidi con nevicate abbondanti e temperature minime che possono raggiungere e talvolta andare al di sotto dei −10 °C sul crinale. In estate si registra meno aridità rispetto alle zone più collinari dell'isola, questo grazie anche all'abbondanza di acqua, conservata dalle formazioni calcaree, che mantiene il suolo prevalentemente fertile anche nei mesi più caldi. Sono comunque rari i corsi d'acqua che riescono a trattenere una portata sufficiente. Le temperature massime estive raramente superano i 30 °C nelle aree di crinale, dove, a causa dell'altitudine l'escursione termica sia annuale che giornaliera è piuttosto elevata.

## Ambiente
Il paesaggio naturale dei Nebrodi è caratterizzato dall'asimmetria dei versanti, ma principalmente dalla ricchissima vegetazione e dagli ambienti umidi che favoriscono lo sviluppo della flora e della fauna. Vi è praticato, in maniera poco intensiva, l'allevamento del bestiame (principalmente bovini, ma anche cavalli) ed è presente una razza autoctona di maiale (Nero dei Nebrodi) che vive allo stato semibrado e brado. I boschi che li ricoprono costituiscono il pittoresco Parco dei Nebrodi. Nelle aree più elevate si estende la più meridionale faggeta d'Europa. Sono le acque dei Nebrodi a dare alimentazione ai due grandi laghi artificiali, il Lago dell'Ancipa e il Lago Pozzillo, oltre ad altri minori.